# Laurits Martin Esmark
För andra betydelser, se Esmark.
Laurits Martin Esmark, född 22 januari 1806 i Kongsberg, död 14 december 1884 i Kristiania, var en norsk zoolog. Han var son till Jens Esmark.
Esmark blev student 1827, universitetsstipendiat i zoologi 1843 samt 1854 lektor och 1863 professor i samma ämne i Kristiania. Från 1847 var han konservator vid universitetets zoologiska samlingar, som han betydligt förökade och över vilka han sedan 1854 var intendent. År 1879 blev han därjämte intendent över universitetets zootomiska samlingar. Han företog flera vetenskapliga resor till olika världsdelar.